# Bajo de cofre de té

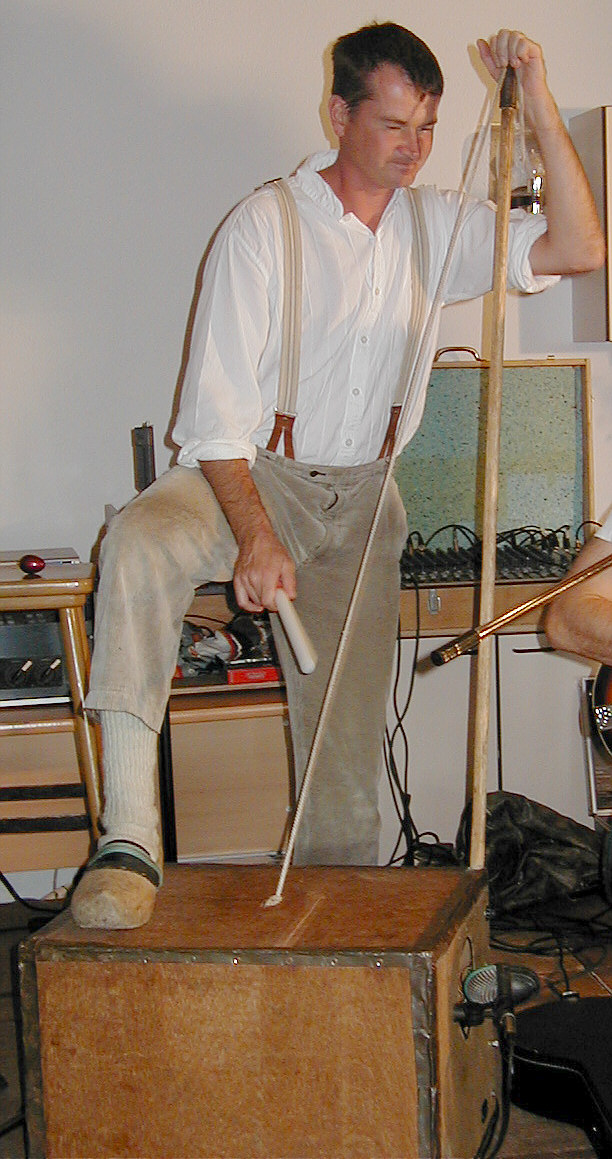
Bajo de cofre de té (tea chest bass).

El bajo de cofre de té (tea-chest bass) es un instrumento de cuerda usado en el skiffle británico surgido en la segunda mitad de la década de 1950, que utiliza una caja o cofre de hojas de té como caja de resonancia. El mismo instrumento se denomina "bush bass" en Australia y Nueva Zelanda, y kwela en Sudáfrica. Variaciones del instrumento pueden encontrarse en diversas partes del mundo, sobre todo en la elección del objeto utilizado como caja de resonancia, como tanques de gasolina, barriles, botellones, como el babatoni africano, el tingotalango cubano, el bidófono italiano, el dan bau vietnamita y el gopichand de la India.

## Historia
El bajo de cofre de té apareció en Gran Bretaña en la segunda mitad de la década de 1950, en el marco de la llamada "locura del skiffle". El instrumento se inspiró directamente en los bajos de palangana (washtube bass) que utilizaban las jug bands (bandas de instrumentos caseros) habituales en el folklore afroamericano de las primeras décadas del siglo XX.
En la segunda mitad de la década de 1950 estalló en Gran Bretaña un movimiento musical que tomó el nombre de skiffle, muy popular entre los adolescentes de las clases obreras, que formaron decenas de miles de bandas utilizando instrumentos de fabricación casera, como el bajo de cofre de té. The Quarry Men, fundada por John Lennon, que evolucionó hasta convertirse en The Beatles, incluía un bajo de cofre de té, ejecutado por Len Garry.